# Alcester-Inseln
Die Alcester-Inseln (auch Nasikwabw, Tokuna oder Toguna) sind eine Inselgruppe, die zu den Trobriand-Inseln gehört. Politisch sind sie Teil der Murua Rural LLG, Samarai-Murua District, Provinz Milne Bay im südöstlichen Teil Papua-Neuguineas.
Die Gruppe befindet sich 70 km südwestlich der Woodlark-Inseln. Die Hauptinsel Alcester (5,41 km²) erstreckt sich über 6,5 km von Osten nach Westen und ist bis zu 1 km breit. Sie ist 55 m hoch und dicht bewaldet. Gut 600 Meter vor ihrem östlichen Ende befindet sich die kleine und etwa 30 m hohe Insel Tokona (0,35 km² oder 35 ha).
An der Nordküste der Hauptinsel Alcester liegt das einzige Dorf Nasikwabu.
Der stark gefährdete Kuskus Phalanger lullulae ist auf Alcester und den Woodlark-Inseln endemisch. Die Art wurde jahrzehntelang nicht gesichtet und galt schon als ausgestorben, bevor sie in den 1990er Jahren in großer Zahl wiederentdeckt wurde.
Die Bewohner der Alcester-Inseln sprechen Misima-Paneati.